# Симпсоны (сезон 23)
Двадцать третий сезон мультсериала «Симпсоны» выходил в эфир с 25 сентября 2011 года по 20 мая 2012 года в США на телеканале Fox. Из-за финансовых трудностей, возникших у продюсеров сериала, это наверняка был бы последний сезон, если бы не сокращение зарплат работников.
7 октября 2011 телеканал Fox года объявил, что сериал будет продлён до двадцать пятого сезона.
В эпизоде «Lisa Goes Gaga» сезоне была показана Леди Гага.

## Производство
Премьерный эпизод сезона был долгожданным, так как является продолжением последней серии предыдущего сезона. В последней серии предыдущего сезона герои Нед Фландерс и Эдна Крабаппл начали встречаться, но будут ли они вместе, должны решить телезрители, о чём нам повествовали Гомер и Мардж в конце эпизода.
Они указали на то, что нужно проголосовать «За» или «Против» — будут ли встречаться Нед и Эдна. Исполнительный продюсер Эл Джин рассказал в интервью: «Мы решили, что это не интересно было бы для них сделать ещё один эпизод об отношениях, которые вновь закончились, и подумали о том, что будет лучше увидеть то, что думают люди. Интернет, безусловно, имеет много рецензий на шоу, возможно, кто-то хочет внести свой вклад».
На вопрос, почему сценаристы захотели сблизить Неда и Эдну, Джин сказал: «В жизни часто происходят странные вещи. Люди создали пару вместе так, как вы не ожидаете. Нам показалось, что это было бы смешно, то, что они станут встречаться в Симпсонах, хотя до этого они никогда не встречались, и даже если были в одном кадре вместе, они никогда не говорили друг с другом». И в результате опроса Нед и Эдна остались вместе, о чём показано в первом эпизоде 23 сезона «The Falcon and the D’ohman».

## Список серий
| № общий | № в сезоне | Название | Режиссёр           | Автор сценария                     | Дата премьеры    | Произв. код | Зрители в США (млн) |
| --- | ---------- | --- | ------------------ | ---------------------------------- | ---------------- | ----------- | ------------------- |
| 487 | 1          | «Сокол и чёртов человек» «The Falcon and the D’ohman»                                                                | Мэттью Настук      | Джастин Гурвиц                     | 25 сентября 2011 | NABF16      | 8,08                |
| Спрингфилдская АЭС нанимает нового охранника по имени Уэйн, и Гомер вскоре начинает дружить с ним. Тем временем Мардж мечтает появиться на реалити-шоу «Топ-шеф». В этой серии объявлены результаты голосования серии «The Ned-Liest Catch». Приглашённые звёзды: Кифер Сазерленд, Том Колличио, Кевин Майкл Ричардсон |            | |                    |                                    |                  |             |                     |
| 488 | 2          | «Дух Рузвельтов унимает Барта» «Bart Stops to Smell the Roosevelts»                                                  | Стивен Дин Мур     | Тим Лонг                           | 2 октября 2011   | NABF17      | 6,19                |
| Суперинтендант Чалмерс учит Барта быть таким, как 26-й президент США Теодор Рузвельт. Приглашённая звезда: Теодор Рузвельт (архивные записи) |            | |                    |                                    |                  |             |                     |
| 489 | 3          | «Дом ужасов 22» «Treehouse of Horror XXII»                                                                           | Мэттью Фонан       | Кэролин Омайн                      | 30 октября 2011  | NABF19      | 8,10                |
| «The Diving Bell and the Butterball» (с англ. — «Скафандр и сыр в масле») — от укуса чёрной вдовы Гомера парализовало, но он может общаться через естественные газы. «Dial D for Diddly» (с англ. — «Нужен дидлинг — нажмите "Д"») — Нед Фландерс становится серийным убийцей. «In the Na’Vi» (с англ. — «В стране На’Ви») — Барт и Милхаус превращаются в пришельцев, подобных Кэнгу и Кодосу, и отправляются на далёкую планету Хиллариум. |            | |                    |                                    |                  |             |                     |
| 490 | 4          | «Вы заменимы» «Replaceable You»                                                                                      | Марк Киркленд      | Стефани Гиллис                     | 6 ноября 2011    | NABF21      | 8                   |
| Гомер получает новую и усердную помощницу по имени Роз, которая тайно пытается украсть у него работу. Приглашённая звезда: Джейн Линч |            | |                    |                                    |                  |             |                     |
| 491 | 5          | «Жена-гурман» «The Food Wife»                                                                                        | Тимоти Бэйли       | Мэтт Сэлман                        | 13 ноября 2011   | NABF20      | 7,5                 |
| Мардж ревнует по поводу того, что Гомер может сделать все забавные вещи с детьми, и берёт детей на совместную поездку. После случайного наслаждения в ресторане эфиопской пищи и знакомства с поварами Амусом Брюсом и Фойсом Гарсом Мардж и её дети начинают вести пищевой дневник. Приглашённые звёзды: Гордон Рамзи, Марио Батали, Энтони Бордейн, Тим Хейдекер и Эрик Вэйрхейм                                                           |            | |                    |                                    |                  |             |                     |
| 492 | 6          | «Работа над книгой» «The Book Job»                                                                                   | Боб Андерсон       | Дэн Вэббер                         | 20 ноября 2011   | NABF22      | 5,77                |
| Лиза узнаёт страшную правду о публикации подростковых романов, но Гомер хочет написать фэнтези-роман, проконсультировавшись с Нилом Гейманом. Приглашённые звёзды: Энди Гарсиа, Нил Гейман |            | |                    |                                    |                  |             |                     |
| 493 | 7          | «Человек в синих фланелевых брюках» «The Man in the Blue Flannel Pants»                                              | Стивен Дин Мур     | Джефф Вестбрук                     | 27 ноября 2011   | PABF01      | 5,61                |
| Мистер Бёрнс замечает, что Гомер ведёт себя дурно после вечеринки в честь появления напитка «Абсолютный Красти», и назначает его менеджером по работе с клиентами. Тем временем Лиза обучает Барта литературе, и тот увлекается чтением классических романов. Приглашённые звёзды: Кевин Майкл Ричардсон, Джон Слэттери и Мэттью Уэйнер |            | |                    |                                    |                  |             |                     |
| 494 | 8          | «Де-ся-ти-про-цент-ное-е решение» «The Ten-Per-Cent Solution»                                                        | Майк Фрэнк Полчино | Деб Лакуста и Дэн Кастелланета     | 4 декабря 2011   | PABF02      | 9                   |
| После очередного увольнения с работы Красти решает вернуть своё шоу при помощи бывшей любовницы по имени Энни, которая становится его агентом. Приглашённые звёзды: Кевин Диллон, Джанин Гарофало, Джеки Мэйсон и Джоан Риверз |            | |                    |                                    |                  |             |                     |
| 495 | 9          | «Пройденные праздники будущего» «Holidays of Future Passed»                                                          | Роб Оливер         | Дж. Стюарт Бернс                   | 11 декабря 2011  | NABF18      | 6,43                |
| Проходит 30 лет. В канун Рождества Барт и Лиза, у которых уже есть дети, решают провести праздник в кругу семьи, вместе с постаревшими Гомером и Мардж. |            | |                    |                                    |                  |             |                     |
| 496 | 10         | «Политические неумехи с Гомером Симпсоном» «Politically Inept, With Homer Simpson»                                   | Марк Киркленд      | Джон Фринк                         | 8 января 2012    | PABF03      | 5,07                |
| Гомер создаёт своё собственное политическое ток-шоу «Проверка имущества с Гомером Симпсоном» в то время, как Тед Ньюджент, который является кандидатом Республиканской Партии на должность президента США, пытается добиться его поддержки. Приглашённые звёзды: Тед Ньюджент, Дана Гулд |            | |                    |                                    |                  |             |                     |
| 497 | 11         | «Чёртова сеть» «The D’oh-cial Network»                                                                               | Крис Клементс      | Дж. Стюарт Бернс                   | 15 января 2012   | PABF04      | 11,48               |
| Лиза создаёт социальную сеть под названием «Спрингфейс» (пародия на Facebook), и спрингфилдцы увлекаются этим сайтом. Тем временем Пэтти и Сельма сражаются против близнецов Уинклвосс на Олимпийских играх 2012 года. Приглашённая звезда: Арми Хаммер, Дэвид Леттерман, The Tiger Lillies |            | |                    |                                    |                  |             |                     |
| 498 | 12         | «Мо идёт из грязи в князи» «Moe Goes From Rags To Riches»                                                            | Боб Андерсон       | Тим Лонг                           | 29 января 2012   | PABF05      | 5,03                |
| Барная тряпка Мо рассказывает зрителям историю своего происхождения: начиная с вышивки и заканчивая в таверне Мо. Тем временем Милхаус ссорится с Бартом. Приглашённая звезда: Джереми Айронс |            | |                    |                                    |                  |             |                     |
| 499 | 13         | «И восходит дочь» «The Daughter Also Rises»                                                                          | Чак Шитс           | Роб ЛаЗебник                       | 12 февраля 2012  | PABF06      | 4,26                |
| Лиза влюбляется в Ника, интеллектуального романтика, и начинает с ним тайно встречаться. Тем временем Барт и Милхаус становятся распотрошителями мифов, чтобы разоблачать школьные легенды. Приглашённые звёзды: Майкл Сера, Джейми Хайнеман, Адам Сэвидж |            | |                    |                                    |                  |             |                     |
| 500 | 14         | «Наконец ушедшие» «At Long Last Leave»                                                                               | Мэттью Настук      | Майкл Прайс                        | 19 февраля 2012  | PABF07      | 5,77                |
| 500 эпизод сериала. Семейство Симпсонов узнаёт, что спрингфилдцы устали от них, и решают изгнать их из Спрингфилда навсегда. Приглашённые звёзды: Джулиан Ассанж, Келси Грэммер, Джеки Мэйсон, Элисон Краусс |            | |                    |                                    |                  |             |                     |
| 501 | 15         | «Выход через «На скорую руку»» «Exit Through the Kwik-E-Mart»                                                        | Стивен Дин Мур     | Марк Уилмор                        | 4 марта 2012     | PABF09      | 5,09                |
| Барт становится тайным граффитистом после того, как его нелестные рисунки Гомера стали сенсацией благодаря настоящим граффитистам. Тем временем магазин «На скорую руку» становится под угрозой закрытия, так как появился конкурент — новый магазин здорового питания. Приглашённые звёзды: Шепард Фейри, Рон Инглиш, Кенни Шарф, Робби Конал                                                                                               |            | |                    |                                    |                  |             |                     |
| 502 | 16         | «Как я обмочил вашу маму» «How I Wet Your Mother»                                                                    | Лэнс Крамер        | Билли Кимбалл и Иан Макстон-Грэхэм | 11 марта 2012    | PABF08      | 4,97                |
| Мардж и дети попадают внутрь подсознания Гомера, чтобы узнать, почему у него ночное недержание мочи. Приглашённая звезда: Гленн Клоуз, Дэвид Брин |            | |                    |                                    |                  |             |                     |
| 503 | 17         | «Они, робот» «Them, Robot»                                                                                           | Майк Фрэнк Полчино | Майкл Прайс                        | 18 марта 2012    | PABF10      | 5,25                |
| Мистер Бёрнс заменяет работников Спрингфилдской АЭС роботами (кроме Гомера), но роботы вскоре атакуют жителей Спрингфилда. Приглашённая звезда: Брент Спайнер |            | |                    |                                    |                  |             |                     |
| 504 | 18         | «Не обманывай меня, Барт» «Beware My Cheating Bart»                                                                  | Марк Киркленд      | Бен Джозеф                         | 15 апреля 2012   | PABF11      | 4,96                |
| Барт влюбляется в девушку Джимбо, Шонну. Тем временем Гомер покупает себе беговую дорожку. Приглашённая звезда: Кевин Майкл Ричардсон |            | |                    |                                    |                  |             |                     |
| 505 | 19         | «Абсолютно весёлая вещь, которую Барт больше никогда не сделает» «A Totally Fun Thing That Bart Will Never Do Again» | Крис Клементс      | Мэтт Уорбёртон                     | 29 апреля 2012   | PABF12      | 5                   |
| Симпсоны отправляются в путешествие на круизном лайнере, где Барт придумывает способ оставить семью на борту навеки. Приглашённые звёзды: Стив Куган, Трит Уильямс |            | |                    |                                    |                  |             |                     |
| 506 | 20         | «Шпион, который меня обучил» «The Spy Who Learned Me»                                                                | Боб Андерсон       | Марк Уилмор                        | 6 мая 2012       | PABF13      | 4,84                |
| Страдивариус Кейн — учтивый голливудский супершпион из кинофильма, которого Гомер видит в качестве иллюзии после повреждения головы. У Кейна очень важная миссия: сделать из Гомера человека, перед которым Мардж не сможет устоять. В это время Барт учит Нельсона есть в «Красти Бургере», чтобы тот перестал его преследовать. Приглашённая звезда: Брайан Кренстон, Эрик Айдл                                                            |            | |                    |                                    |                  |             |                     |
| 507 | 21         | «Нед и Эдна вместе» «Ned ’N Edna’s Blend»                                                                            | Чак Шитс           | Джефф Вестбрук                     | 13 мая 2012      | PABF15      | 4,07                |
| Нед и Эдна признаются о том, что поженились в тайне, и это приводит к некоторым сложностям. |            | |                    |                                    |                  |             |                     |
| 508 | 22         | «Лиза и Гага» «Lisa Goes Gaga»                                                                                       | Мэттью Скофилд     | Тим Лонг                           | 20 мая 2012      | PABF14      | 4,82                |
| Знаменитая американская поп-певица Леди Гага приходит в Спрингфилд, чтобы поднять настроение удрученной и подавленной Лизе. Приглашённая звезда: Леди Гага, Кевин Майкл Ричардсон |            | |                    |                                    |                  |             |                     |